# Canton de Plouagat
Le canton de Plouagat est une ancienne division administrative française, située dans le département des Côtes-d'Armor et la région Bretagne.

## Composition
Le canton de Plouagat regroupait les communes suivantes :
| Nom                  | Code Insee | Intercommunalité         | Population (dernière pop. légale) |
| -------------------- | ---------- | ------------------------ | --------------------------------- |
| Plouagat (chef-lieu) | 22206      | CC Leff Armor Communauté | 2 790 (2014)                      |
| Bringolo             | 22019      | CC Leff Armor Communauté | 447 (2014)                        |
| Goudelin             | 22065      | CC Leff Armor Communauté | 1 723 (2014)                      |
| Lanrodec             | 22116      | CC Leff Armor Communauté | 1 269 (2014)                      |
| Saint-Fiacre         | 22289      | CC Leff Armor Communauté | 218 (2014)                        |
| Saint-Jean-Kerdaniel | 22304      | CC Leff Armor Communauté | 611 (2014)                        |
| Saint-Péver          | 22322      | CC Leff Armor Communauté | 420 (2014)                        |

## Démographie
| 1962  | 1968  | 1975  | 1982  | 1990  | 1999  | 2006  | 2011  | 2012  |
| ----- | ----- | ----- | ----- | ----- | ----- | ----- | ----- | ----- |
| 5 375 | 4 992 | 4 861 | 5 183 | 5 410 | 5 711 | 6 350 | 7 038 | 7 186 |

## Représentation

### Conseillers généraux de 1833 à 2015
- De 1833 à 1848, les cantons de Guingamp et de Plouagat avaient le même conseiller général. Le nombre de conseillers généraux était limité à 30 par département[3].

| Période | Période           | Identité                                                       | Étiquette                        | Qualité |
| ------- | ----------------- | -------------------------------------------------------------- | -------------------------------- | --- |
| 1833    | 1839              | Baron Désiré François Marie Sauveur de la Chapelle (1799-1873) | Majorité ministérielle           | Propriétaire - Maire de Guingamp (1830-1838) Député (1834-1839)                                                                                    |
| 1839    | 1842              | Armand de Floyd de Tréguibe de la Salle                        |                                  | Propriétaire, maire de Pommerit-le-Vicomte |
| 1842    | 1848              | Louis Ollivier (1796-1881)                                     |                                  | Avoué, ancien maire de Guingamp |
| 1848    | 1852              | Emmanuel de Kergariou                                          | Légitimiste                      | Propriétaire à Bringolo |
| 1852    | 1856              | Louis François Le Corvaisier                                   |                                  | Notaire, maire de Plouagat (1836-1856) |
| 1856    | 1870              | Comte Jérôme Paul Nompère de Champagny                         | Bonapartiste                     | Avocat, chambellan honoraire de Napoléon III Député (1853-1870, 1877-1878)                                                                         |
| 1870    | 1870              | Louis Rouxel de Villeféron                                     | Légitimiste                      | Armateur Membre du Tribunal de commerce de Saint-Brieuc                                                                                            |
| 1871    | 1892              | Vicomte Alfred Louis Budes de Guébriant                        | Légitimiste                      | Propriétaire Maire de Saint-Jean-Kerdaniel (1874-1900)                                                                                             |
| 1892    | 1919              | Comte René de Botmiliau (1854-1925)                            | Conservateur                     | Propriétaire Maire de Goudelin (1888-1919) |
| 1919    | 1923 (annulation) | Pierre Riou                                                    | RG                               | Notaire, adjoint à Plouagat (1919-1925) |
| 1923    | 1932 (décès)      | Thomas Corbel                                                  | Radical-Socialiste               | Négociant Maire de Plouagat (1919-1932), conseiller d'arrondissement (1919-1923)                                                                   |
| 1932    | 1940              | Francis Mordellet (1898-1960)                                  | Rad.                             | Cultivateur propriétaire, ancien conseiller d'arrondissement Maire de Goudelin Nommé membre de la Commission administrative départementale en 1941 |
|         |                   |                                                                |                                  | |
| 1945    | 1955              | Toussaint Le Castrain (1901-1989)                              | MRP                              | Cultivateur, maire-adjoint de Bringolo |
| 1955    | 1973 (décès)      | Guy Maros (1913-1973)                                          | Rad. puis DVD                    | Médecin Maire de Plouagat (1959-1973) |
| 1973    | 1992              | Pierre Espivent de La Villesboinet de Catuelan (1925-2017)     | RI puis UDF-PR                   | Cultivateur Maire de Bringolo (1971-1995) |
| 1992    | 2015              | Jean-Pierre Le Goux                                            | UDF puis MoDem puis Centre droit | Éleveur Maire de Lanrodec |

### Conseillers d'arrondissement (de 1833 à 1940)
| Mandat | Mandat       | Identité | Etiquette                                                                                                   | Qualité |
| ------ | ------------ | --- | --- | --- |
| 1833   | 1842         | Paul Marie Suant                                                                                            | | Greffier de la justice de paix à Plouagat |
| 1842   | 1852         | Louis-François Le Corvaisier                                                                                | Conservateur                                                                                                | Notaire. Maire de Plouagat (1836-1856), élu conseiller général en 1852                                                                              |
| 1856   | 1867         | Jean-François Derrien                                                                                       | Conservateur                                                                                                | Notaire à Goudelin et à Plouagat, conseiller municipal dans ces deux communes                                                                       |
| 1867   | 1868 (décès) | Louis Paul Marie Le Corvaisier                                                                              | Bonapartiste                                                                                                | Banquier à Saint-Brieuc, fils de Louis-François Le Corvaisier, décédé en fonctions                                                                  |
| 1868   | 1876 (décès) | Julien-Marie Rault                                                                                          | Bonapartiste                                                                                                | Maire de Plouagat (1856-1876), décédé en fonctions                                                                                                  |
| 1876   | 1899 (décès) | Louis Rouxel de Villeféron                                                                                  | Légitimiste                                                                                                 | Armateur à Plérin, président du conseil de Fabrique de Plérin, maire de Saint-Péver(1874-1896), conseiller général (1870-1871), décédé en fonctions |
| 1899   | 1919         | Augustin Corbel                                                                                             | Conservateur                                                                                                | Négociant à Plouagat, conseiller municipal à Plouagat (1900-1919 ; 1925-1935)                                                                       |
| 1919   | 1923         | Thomas Corbel                                                                                               | Radical-Socialiste                                                                                          | Commerçant, maire de Plouagat (1919-1932), conseiller d'arrondissement (1919-1923)                                                                  |
| 1923   | 1925         | François Bécouarn                                                                                           | RG | Notaire à Goudelin, conseiller municipal de Goudelin                                                                                                |
| 1925   | 1931         | Augustin Corbel                                                                                             | Conservateur                                                                                                | Négociant à Plouagat, conseiller municipal à Plouagat (1899-1919 ; 1925-1935)                                                                       |
| 1931   | 1932         | Francis Mordellet                                                                                           | Radical-Socialiste                                                                                          | Agriculteur, maire de Goudelin (1929-1945), conseiller général (1932-1945)                                                                          |
| 1932   | 1934 (décès) | Hyacinthe Le Corvaisier                                                                                     | Radical-Socialiste                                                                                          | Agriculteur, maire de Lanrodec, décédé en fonctions                                                                                                 |
| 1934   | 1940         | Jean-Baptiste Le Clerc                                                                                      | URD-PDP | Conseiller municipal à Lanrodec |
| 1940   | 1940         | Les conseils d'arrondissement ont été suspendus par la loi du 12 octobre 1940 et n'ont jamais été réactivés | Les conseils d'arrondissement ont été suspendus par la loi du 12 octobre 1940 et n'ont jamais été réactivés | Les conseils d'arrondissement ont été suspendus par la loi du 12 octobre 1940 et n'ont jamais été réactivés                                         |